# نر قشلاقي (أنجيرلو)
نر قشلاقي (بالفارسية: نر قشلاقی) هي مستوطنة تقع في إيران في قسم أنجیرلو الريفي. يقدر عدد سكانها بـ 32 نسمة .